# Dreh’ dich noch einmal um
Dreh’ dich noch einmal um ist ein Schlager aus der Feder von Bruno Balz und Heino Gaze, der 1952 von Rudi Schuricke veröffentlicht wurde. In der Version des italienischen Sängers Rocco Granata kam das Lied auf Platz zehn der belgischen Charts.

## Liedtext
Der Sänger bittet seine Liebste, sich vor dem Auseinandergehen noch einmal umzudrehen und frägt sie dann: „Willst du mich nicht wiedersehn?“. Er meint zu wissen, dass sie bei ihm bleibt und fragt, ob sie nicht mehr zu sagen habe als das Wort „Vorbei“.

## Veröffentlichung
Rudi Schuricke veröffentlichte dieses Lied 1952 als Single im Musiklabel Polydor (48692). Auf der B-Seite befand sich das Lied Bleib’ für immer bei mir, kleine Rosmarie aus der Feder von Heinz Woezel und Willy Berking.

## Coverversionen (Auswahl)
- Heinz Becker mit seinen Solisten & Hanns Petersen (1952)
- Das Orchester Karl Loube & Richard Monte (1952)
- Das Rot-Weiß-Rot Tanzorchester – Dirigent: Albert Baldsiefen (Instrumental, 1952)
- Gerhard Wendland (1952)
- Hans Carste und sein Orchester mit Klaus Groß (1952)
- Horst Winter und das Geller Quintett & Béla Sanders und sein Orchester (1952)
- Klaus Groß & Das Werner-Septett (Zitat, Rund um die Liebe (ein Schlagerpotpourri – 2. Teil), 1952)
- Hans-Arno Simon und sein Casino-Sextett (Medley, Vorwiegend heiter (eine Folge beliebter Tanzschlager, II. Teil), 1952)
- Der zackige Otto (Zitat, Die Rixdorfer Blasmusik II (Beliebte Schlager im Marschtempo, II.) 1953)
- Helmut Zacharias mit seiner kleinen Tanz-Besetzung (Instrumental, 1953)
- Willy Hagara (1953)
- Caterina Valente (Look Into My Eyes, Englisch, 1956)
- Caterina Valente (Si tout était fini, Französisch, 1956)
- Liane Augustin (1957)
- Cindy Ellis & Bert Kaempfert mit seinem Orchester (1960)
- Bruce Low (1957)
- Rocco Granata (1963)[3]
- Walter Norris, das RIAS-Tanzorchester & Hans-Georg Arlt-Strings (Instrumental, 1986)

## Chartplatzierungen
| ChartsChartplatzierungen | Höchstplatzierung | Wochen |
| ------------------------ | ----------------- | ------ |
| Flandern (Ultratop)      | 10 (8 Wo.)        | 8      |